# Vincere, aut mori
Die lateinische Phrase Vincere aut mori, vollständig eigentlich „aut vincere, aut mori“, bedeutet „(entweder) siegen oder sterben“ und war der Wahlspruch der Belling’schen Husaren, einer preußischen Kavallerie-Einheit des Siebenjährigen Krieges.

## Quelle
In seiner Beschreibung des Trojanischen Krieges De excidio Troiae historia des römischen Geschichtsschreibers Dares Phrygius findet sich der Satz:

“Imperatque ut omnes parati sint, cum signum dederit, per portas irruptionem facere: aut vincere, aut mori sibi certum esse.”

„[Äneas] befahl allen, bereit zu sein, und, wenn er das Zeichen gebe, durch die Tore einen Durchbruch zu machen und sich sicher zu sein, zu siegen oder zu sterben.“

## „Der ganze Tod“
Die Belling’schen Husaren wurden 1758 aufgestellt. Sie trugen eine schwarze Uniform. An ihrer Kopfbedeckung befand sich ein liegendes Skelett mit Stundenglas und Sense als Symbol des Todes. Darüber befand sich die Devise „vincere aut mori“. Weil diese Husaren-Einheit im Gegensatz zu anderen, die lediglich einen Totenkopf als Emblem trugen, ein vollständiges – also „ganzes“ – Skelett führten, wurde sie auch als „Der ganze Tod“ bezeichnet.